# Lega dipartimentale di Ayacucho
La lega dipartimentale di Ayacucho è una delle 25 leghe dipartimentali della Copa Perú, che costituiscono la quinta divisione del campionato peruviano di calcio. È organizzata dalla FPF, la federazione calcistica peruviana.

## Storia
La Lega Departamentale di Ayacucho è stata fondata il 25 aprile 1948.

## Albo d'oro
| Anno | Campione                        | Città             |
| ---- | ------------------------------- | ----------------- |
| 1966 | Dep. Inti                       | Ayacucho          |
| 1967 | Universitario                   | Ayacucho          |
| 1968 | Dep. Arco                       | Ayacucho          |
| 1969 | Alianza Huamanga                | Ayacucho          |
| 1970 | Dep. Centenario                 | Ayacucho          |
| 1971 | Alianza Huamanga                | Ayacucho          |
| 1972 | Dep. Centenario                 | Ayacucho          |
| 1973 | Dep. Centenario                 | Ayacucho          |
| 1974 | Dep. Beneficencia (*)           | Ayacucho          |
| 1975 | Dep. Beneficencia (*)           | Ayacucho          |
| 1976 | Defensor San Lorenzo            | San Juan Bautista |
| 1977 | Dep. Centenario                 | Ayacucho          |
| 1978 | Dep. Centenario                 | Ayacucho          |
| 1979 | Dep. Centenario                 | Ayacucho          |
| 1980 | Univ. San Cristóbal de Huamanga | Ayacucho          |
| 1981 | Univ. San Cristóbal de Huamanga | Ayacucho          |
| 1982 | Maria Parado de Bellido         | Ayacucho          |
| 1983 | Univ. San Cristóbal de Huamanga | Ayacucho          |
| 1984 | Ateneo                          | Huanta            |
| 1985 | Univ. San Cristóbal de Huamanga | Ayacucho          |
| 1986 | Social Magdalena                | Ayacucho          |
| 1987 | Social Magdalena                | Ayacucho          |
| 1988 | María Parado de Bellido         | Ayacucho          |
| 1989 | María Parado de Bellido         | Ayacucho          |
| 1990 | Univ. San Cristóbal de Huamanga | Ayacucho          |
| 1991 | Univ. San Cristóbal de Huamanga | Ayacucho          |
| 1992 | Dep. Municipal                  | Palmapampa        |
| 1993 | Dep. DASA                       | Ayacucho          |
| 1994 | Social Magdalena                | Ayacucho          |

| Anno | Campione                     | Città          |
| ---- | ---------------------------- | -------------- |
| 1995 | Dep. Huáscar                 | Ayacucho       |
| 1996 | Dep. Huáscar                 | Ayacucho       |
| 1997 | Dep. DASA                    | Ayacucho       |
| 1998 | Dep. DASA                    | Ayacucho       |
| 1999 | Dep. DASA                    | Ayacucho       |
| 2000 | Sp. Club Berrocal            | Ayacucho       |
| 2001 | Dep. Huáscar                 | Ayacucho       |
| 2002 | San Francisco                | Huanta         |
| 2003 | Juventud Gloria              | Ayacucho       |
| 2004 | Dep. Huáscar                 | Ayacucho       |
| 2005 | Dep. Municipal de Huamanga   | Ayacucho       |
| 2006 | Sport Huamanga               | Ayacucho       |
| 2007 | Sport Huamanga               | Ayacucho       |
| 2008 | Sport Huamanga               | Ayacucho       |
| 2009 | Dep. Municipal de Huamanga   | Ayacucho       |
| 2010 | Froebel Deportes             | Ayacucho       |
| 2011 | Sp. Huracán de Cachipaccha   | Muyurina       |
| 2012 | Sp. Libertad                 | Huanca Sancos  |
| 2013 | Dep. Municipal de Santillana | Secce          |
| 2014 | Player Villafuerte           | Huanta         |
| 2015 | Player Villafuerte           | Huanta         |
| 2016 | Dep. Municipal de Pichari    | Pichari (CUZ)  |
| 2017 | Audaces de Mayapo            | Llochegua      |
| 2018 | Sport Huanta                 | Huanta         |
| 2019 | Sport Huanta                 | Huanta         |
| 2022 | Cultural Huracán             | Huanta         |
| 2023 | Sport Cáceres                | Jesús Nazareno |
| 2024 |                              |                |

- Dep. Beneficencia cambia de nombre a Dep.DASA (Dep.Área de Salud Ayacucho)

### Titoli per club
| Squadre                                  | Titoli |
| ---------------------------------------- | ------ |
| Dep. Centenario                          | 6      |
| Univ. San Cristóbal de Huamanga          | 6      |
| Dep. DASA (*)                            | 6      |
| Dep. Huáscar                             | 4      |
| Social Magdalena                         | 4      |
| Sport Huamanga                           | 3      |
| Alianza Huamanga                         | 2      |
| María Parado de Bellido                  | 2      |
| Dep. Municipal de Huamanga               | 2      |
| Player Villafuerte (Huanta)              | 2      |
| Sport Huanta                             | 2      |
| Dep. Inti                                | 1      |
| Universitario                            | 1      |
| Dep. Arco                                | 1      |
| Defensor San Lorenzo (San Juan Bautista) | 1      |
| Ateneo (Huanta)                          | 1      |
| Dep. Municipal (Palmapampa)              | 1      |
| Sp. Club Berrocal                        | 1      |
| San Francisco (Huanta)                   | 1      |
| Juventud Gloria                          | 1      |
| Froebel Deportes                         | 1      |
| Sp. Huracán de Cachipaccha               | 1      |
| Sp. Libertad (Huanca Sancos)             | 1      |
| Dep. Municipal de Santillana             | 1      |
| Dep. Municipal de Pichari                | 1      |
| Audaces de Mayapo                        | 1      |
| Cultural Huracán (Huanta)                | 1      |
| Sp. Cáceres                              | 1      |